# 栄光の福音キリスト教会
栄光の福音キリスト教会は、杉田好太郎によって提唱された日本に独特のキリスト教信仰のあり方。キリスト教プロテスタント派の流れに分類されることが多い。現代の調べによると、世界規模での信徒は約1,000人。

## 教義
- 洗礼
- 聖餐
- 聖書
- スピリチュアルヒーリング